# Solange Bertrand
Solange Bertrand (Montigny-lès-Metz, 20 de marzo de 1913-22 de enero de 2011) fue una pintora y escultora francesa.

## Biografía
Bertrand estudió arte durante cuatro años en la École des Beaux-Arts en Nancy, y posteriormente completó sus estudios en la Beaux–Arts in Paris. En la Segunda Guerra Mundial, se alistó voluntaria como enfermera y se le asignó en diferentes puestos (ejército, campamentos juveniles, niños retirados de las zonas bombardeadas, repatriación de deportados y prisioneros).
A principios de su carrera, Bertrand optó por la pintura expresionista pero, más tarde, evolucionó hacia lo que puede describirse como abstracción relativa. Bertrand durante su larga carrera mezcló todas las formas de pintura, mezclando estilos y períodos y prestando solo un poco de atención a las fechas. En el período inmediato de la posguerra, organizó exposiciones regularmente (Salon d'Automne, Salon de Mai, Comparaison, Salon Women Painters and Sculptors). Su primera exposición en solitario fue en la Galerie Pascaud de París de 1947. Para el artista siguieron muchas otras exposiciones individuales, principalmente en París y Metz, pero también en los otros departamentos franceses y en el extranjero. Bertrand consiguió algunos premios, como el Master Académico en 1985. En mayo de 2005, una venta de 108 de sus obras alcanzó el éxito en el Hôtel Drouot Su obra se encuentra hoy en colecciones públicas (Museos de Metz, Nancy, Museo Picasso en Antibes, Museo Chéret en Niza, etc.), así como en muchas colecciones privadas. Bertrand murió el 22 de enero de 2011 a la edad de 97 años.

## Fundación Solange Bertrand
En 2001, Lionel Jospin, por aquel entonces primer ministro de Francia, reconoció por decreto como interés público la creación de la Fundación Solange Bertrand, preservando y exhibiendo obras de arte del artista. Bertrand donó a la fundación 303 pinturas, 700 dibujos y 49 esculturas, que representan la evolución de su producción artística a lo largo de su carrera.